# Seszele na Letnich Igrzyskach Olimpijskich 2012
Seszele na Letnich Igrzyskach Olimpijskich 2012, które odbyły się w Londynie, reprezentowało 6 zawodników.
Był to ósmy start reprezentacji Seszeli na letnich igrzyskach olimpijskich.

## Reprezentanci

### Boks
Mężczyźni
| Zawodnik         | Konkurencja | 1/16               | 1/8              | Ćwierćfinał      | Półfinał         | Finał            | Finał   |
| Zawodnik         | Konkurencja | Przeciwnik Wynik   | Przeciwnik Wynik | Przeciwnik Wynik | Przeciwnik Wynik | Przeciwnik Wynik | Pozycja |
| ---------------- | ----------- | ------------------ | ---------------- | ---------------- | ---------------- | ---------------- | ------- |
| Andrique Allisop | Waga lekka  | Jai Bhagwan P 8-18 | NQ               | NQ               | NQ               | NQ               | NQ      |

### Judo
Mężczyźni
| Zawodnik        | Konkurencja | 1/16                  | 1/8              | Ćwierćfinał      | Półfinał         | Repasaż 1        | Repasaż 2        | Finał            | Finał   |
| Zawodnik        | Konkurencja | Przeciwnik Wynik      | Przeciwnik Wynik | Przeciwnik Wynik | Przeciwnik Wynik | Przeciwnik Wynik | Przeciwnik Wynik | Przeciwnik Wynik | Pozycja |
| --------------- | ----------- | --------------------- | ---------------- | ---------------- | ---------------- | ---------------- | ---------------- | ---------------- | ------- |
| Dominic Dugasse | -100 kg     | Henk Grol P 0000-1001 | NQ               | NQ               | NQ               | NQ               | NQ               | NQ               | NQ      |

### Lekkoatletyka
Mężczyźni
| Zawodnik          | Konkurencja        | Eliminacje | Eliminacje | Ćwierćfinał | Ćwierćfinał | Półfinał | Półfinał | Finał    | Finał   |
| Zawodnik          | Konkurencja        | Rezultat   | Miejsce    | Rezultat    | Miejsce     | Rezultat | Miejsce  | Rezultat | Miejsce |
| ----------------- | ------------------ | ---------- | ---------- | ----------- | ----------- | -------- | -------- | -------- | ------- |
| Jean-Yves Esparon | Bieg na 200 metrów | 21,99      | 50.        | —           | —           | NQ       | NQ       | NQ       | NQ      |

Kobiety
| Zawodniczka   | Konkurencja | Eliminacje | Eliminacje | Finał    | Finał   |
| Zawodniczka   | Konkurencja | Rezultat   | Miejsce    | Rezultat | Miejsce |
| ------------- | ----------- | ---------- | ---------- | -------- | ------- |
| Lissa Labiche | Skok wzwyż  | 1,85       | 20.        | NQ       | NQ      |

### Pływanie
Mężczyźni
| Zawodnik      | Konkurencja        | Eliminacje | Eliminacje | Półfinał | Półfinał | Finał | Finał   |
| Zawodnik      | Konkurencja        | Czas       | Miejsce    | Czas     | Miejsce  | Czas  | Miejsce |
| ------------- | ------------------ | ---------- | ---------- | -------- | -------- | ----- | ------- |
| Shane Mangroo | 100 m st. dowolnym | 56,46      | 50.        | NQ       | NQ       | NQ    | NQ      |

Kobiety
| Zawodniczka    | Konkurencja        | Eliminacje | Eliminacje | Półfinał | Półfinał | Finał | Finał   |
| Zawodniczka    | Konkurencja        | Czas       | Miejsce    | Czas     | Miejsce  | Czas  | Miejsce |
| -------------- | ------------------ | ---------- | ---------- | -------- | -------- | ----- | ------- |
| Aure Fanchette | 200 m st. dowolnym | 2:23,49    | 35.        | NQ       | NQ       | NQ    | NQ      |